# Isaac Arnauld
Isaac Arnauld (1566 – 14 ottobre 1617) è stato un funzionario francese, Intendente delle Finanze sotto il Re Enrico IV di Francia.

## Biografia
Isaac Arnauld, signore di Corbeville, nato nel 1566, deceduto nel 1617, era un membro della grande "Famiglia" Arnauld che annovera durante il XVII secolo molte personalità rimarchevoli del Giansenismo. 
Era fratello minore di Antoine Arnauld (1560-1619), Avvocato generale e Consigliere di Stato sotto Enrico IV.
Fu lui stesso nominato Intendant des finances del Regno di Francia da Massimiliano di Béthune duca di Sully. Enrico IV di Francia voleva farlo Surintendant des finances (Sovrintendente alle Finanze) poco prima della sua morte. 
Ha formato all'amministrazione finanziaria suo nipote Robert Arnauld d'Andilly.
Fece costruire l'hôtel de Guémené, attualmente place des Vosges. 
Madeleine de Scudéry e Robert Arnauld d'Andilly hanno descritto la sua figura nelle loro opere.
Suo figlio, chiamato ugualmente Isaac Arnauld, fece una carriera militare prestigiosa.